# Pseudococcus onustus
Pseudococcus onustus är en insektsart som beskrevs av Williams 1985. Pseudococcus onustus ingår i släktet Pseudococcus och familjen ullsköldlöss. Inga underarter finns listade i Catalogue of Life.